# جيمس ن. غبريل
جيمس ن. غبريل (بالإنجليزية: James N. Gabriel)‏ هو قاضي ومحامي أمريكي، ولد في 26 فبراير 1923 في بروكلين في الولايات المتحدة، وتوفي في 26 نوفمبر 1991.